# シュリヤ・サラン
シュリヤ・サラン（Shriya Saran、1982年9月11日 - ）はインドの芸能人。ウッタラーカンド州デヘラードゥーンで生まれた。女優、ファッションモデルなどの仕事で多くの経歴を持つ。
2013年にインドで公開された映画「Pavitra」では主演女優としてパヴィトラ役を演じている。

## 画像

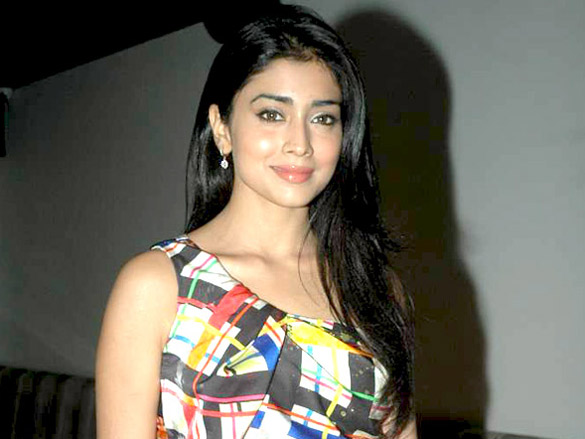
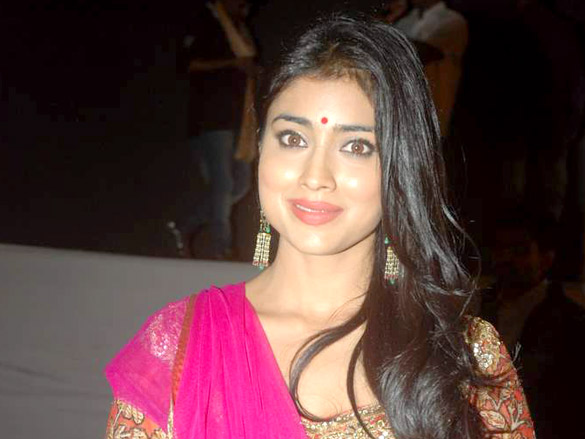
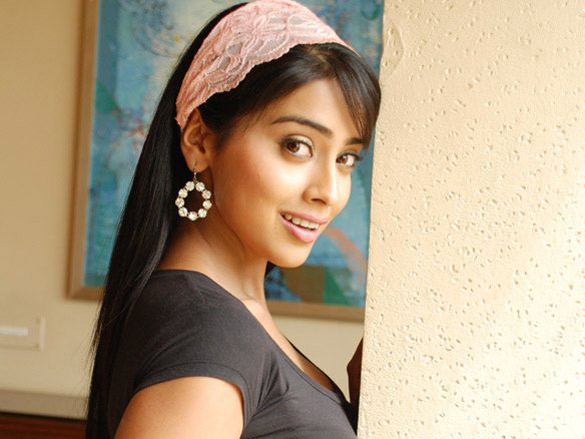
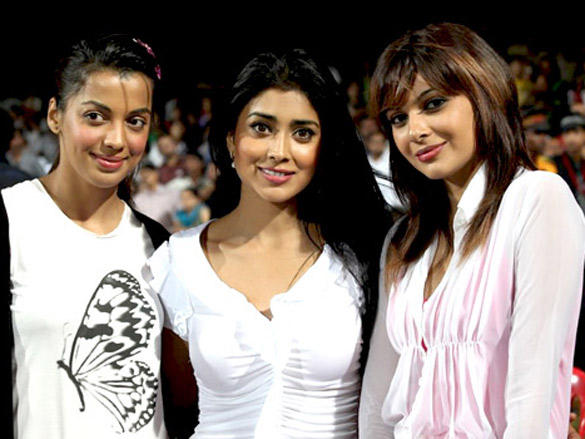